# Strongylaspis corticaria
Strongylaspis corticaria är en skalbaggsart som först beskrevs av Wilhelm Ferdinand Erichson 1848. Strongylaspis corticaria ingår i släktet Strongylaspis och familjen långhorningar.
Artens utbredningsområde är:
- Belize.
- Costa Rica.
- Dominica.
- El Salvador.
- Guatemala.
- Guyana.
- Honduras.
- Kuba.
- Nicaragua.
- Panama.
- Venezuela.

Inga underarter finns listade i Catalogue of Life.